# 대조선 주차 미국 화성돈 공사관
대조선 주차 미국 화성돈 공사관(大朝鮮駐箚美國華盛頓公使館)은 미국 워싱턴 DC 북서부 로건 서클 15번지에 위치한 대한제국의 공사관 건물이다.「주미대한제국공사관」은 고종이 하사한 내탕금으로 사들였던 미국 워싱턴 D.C. 소재의 건물입니다. 1889년 2월부터 1905년 을사늑약 전까지 미국 주재 대한제국 공사관으로 사용되며 한미관계를 위한 창구 역할을 하였으며, 일제강점기에는 재미 한인들의 국권 회복 결의를 고취시키던 독립의 상징이었습니다. 워싱턴 D.C.의 19세기 외교공관 중 원형을 간직한 유일한 건물로서, 2024년 9월에는 미국 국가사적지(National Register of Historic Places)로 지정되었습니다. 2012년 10월 국가유산청(당시 문화재청)이 매입한 후로 국외소재문화유산재단에서 위탁관리하며 역사전시관의 형태로 운영 중입니다.

## 역사
1891년 11월에 조선 정부가 2만5천달러에 매입하여 ‘대조선 주차 미국 화성돈 공사관’(大朝鮮駐箚美國華盛頓公使館)으로 명명하여 공사관으로 사용하였다. 건물은 1877년에 건축된 것이며 규모는 지하 1층, 지상 3층의 빅토리아 양식이다.
1897년에 조선이 대한제국으로 국호를 바꾼 이후에도 남아 있다가 1905년 11월에 을사늑약으로 공사관 건물 관리권이 일본 제국에 넘어갔다. 1910년 6월에 건물은 주미국 일본 제국 공사를 역임하고 있던 우치다 고사이(內田康哉) 백작에게 5달러에 매각되었고, 우치다는 같은 해 9월에 미국인 풀턴에게 1만 달러(장부기재 10 달러)에 매각하였다. 워싱턴의 부동산 대장에는 매도 가격 기입을 피하는 관례에 따라 10달러에 매각한 것으로 기재하였다. 2012년 8월에 대한민국 문화재청과 문화유산국민신탁이 총 3백73만 달러(약 42억원)에 매입하였다.

## 같이 보기
- 한미 관계